# 8791 Donyabradshaw
A 8791 Donyabradshaw (ideiglenes jelöléssel (8791) 1978 VG11) a Naprendszer kisbolygóövében található aszteroida. Eleanor F. Helin és Schelte J. Bus fedezte fel 1978. november 7-én.